# Pseudoplatyura dux
Pseudoplatyura dux är en tvåvingeart som beskrevs av Frederick Askew Skuse 1888. Pseudoplatyura dux ingår i släktet Pseudoplatyura och familjen platthornsmyggor. Inga underarter finns listade i Catalogue of Life.